# 제주 수월봉 화산쇄설층
제주 수월봉 화산쇄설층(濟州 水月峰 火山碎屑層)은 대한민국 제주특별자치도 제주시 한경면에 있는 지질지형이다. 2009년 12월 11일 천연기념물 제513호로 지정되었다.
수월봉은 제주도에 분포하는 여러 오름 중, 성산일출봉, 송악산, 소머리오름 등과 더불어 수성화산활동(水性火山活動)에 의해 형성된 대표적인 화산(응회환)이다.

## 화쇄난류
수월봉의 현재 "지형"은 평범하지만 서쪽 해안절벽을 따라 노출된 화산쇄설암의 노두는 세계적인 수준이며 학술적 가치도 매우 크다. 수월봉은 특히 화쇄난류(火碎亂流, pyroclastic surge)라고 불리는 독특한 화산재 운반작용에 의해 쌓인 화산체로서, 해안절벽 노두의 측방 연장성이 뛰어나 화쇄난류층의 세계 최고 노두로 인정받고 있다.
이 때문에 수월봉의 화쇄난류층은 Facies Models (Walker & James, 1992), Sedimentary Environments (Reading, 1996), Encyclopedia of Volcanoes (Sigurdsson et al., 2000)를 비롯한 여러 지질학-화산학 교재에도 중요하게 소개되어 있다. 이런 이유로 수월봉은 국가지정문화재로 지정할 가치가 충분하다고 판단된다.

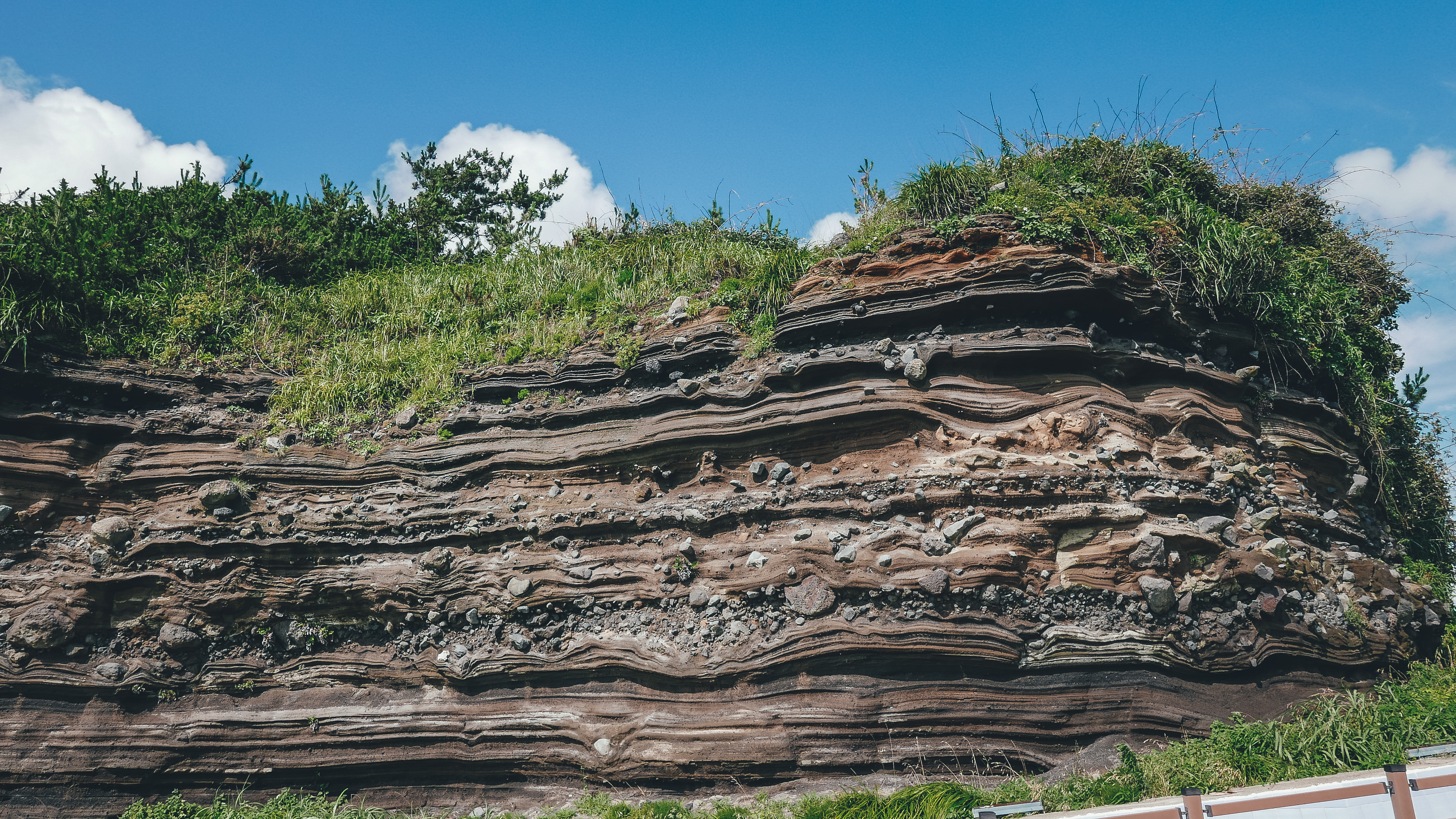
화쇄난류에 의해 형성된 퇴적층

## 참고 자료
- 제주 수월봉 화산쇄설층 - 국가유산청 국가유산포털
- 수월봉 - 제주도지질공원